# 阿折地平
阿折地平（INN：Azelnidipine；商品名：カルブロック（CalBlock））是一种二氢吡啶钙通道阻滞剂，属于L和T钙通道阻滞剂。该药由第一三共制药公司在日本销售。与尼卡地平不同，阿折地平起效缓慢，具有持久的降压作用，且几乎不会导致心率增加。印度药品管制总局（DCGI）已批准阿折地平在印度的使用。该药品于2020年以Azusa（ajanta pharma ltd.）品牌推出。